# 601 (číslo)
Šest set jedna je přirozené číslo. Následuje po čísle šest set a předchází číslu šest set dva. Římskými číslicemi se zapisuje DCI a řeckými číslicemi Χα.

## Matematika
601 je:
- Deficientní číslo
- Prvočíslo
- Nešťastné číslo

## Astronomie
- (601) Nerthus je planetka hlavního pásu, kterou objevil v roce 1906 Max Wolf

## Roky
- 601
- 601 př. n. l.